# Peter Lilley
Peter Bruce Lilley (ur. 23 sierpnia 1943 w Hayes w hrabstwie Kent) – brytyjski polityk, członek Partii Konserwatywnej, minister w rządach Margaret Thatcher i Johna Majora, oraz w gabinecie cieni Williama Hague'a.
Wykształcenie odebrał w Dulwich College oraz w Clare College na Uniwersytecie Cambridge, gdzie studiował nauki przyrodnicze i ekonomię. Następnie pracował jako analityk ds. energii w firmie W. Greenwell & Co., zostając w końcu partnerem w tej firmie. W 1983 r. wygrał wybory do Izby Gmin w okręgu St Albans. Od 1997 r. reprezentuje okręg wyborczy Hitchin and Harpenden.
Początkowo był parlamentarnym prywatnym sekretarzem kanclerza skarbu Nigela Lawsona. W 1987 r. został ekonomicznym sekretarzem skarbu, a w 1989 r. finansowym sekretarzem skarbu. W 1990 r. został członkiem gabinetu jako minister handlu i przemysłu. Po wyborach w 1992 r. objął stanowisko ministra zabezpieczenia socjalnego. Na tym stanowisku pozostał do przegranych wyborów 1997 r.
Lilley wystartował w rozpisanych niedługo później wyborach na lidera konserwatystów. W pierwszej turze głosowania zajął przedostatnie czwarte miejsce, ale zrezygnował z dalszej walki o fotel lidera. Zwycięzca wyborów, William Hague, mianował Lilleya Kanclerzem Skarbu w swoim gabinecie cieni. Lilley pozostał na tym stanowisku do 1998 r. W latach 1998–1999 był zastępcą lidera Partii Konserwatywnej.
W 2001 r. Lilley wywołał kontrowersje, zarówno w swojej partii jak i w całym państwie, nawołując do legalizacji konopi siewnych. W 2005 r. skrytyował projekt laburzystowskiego rządu dotyczący wprowadzenia dowodów tożsamości. Kiedy David Cameron został w grudniu 2005 r. nowym liderem konserwatystów mianował Lilleya przewodniczącym Globalisation and Global Poverty policy group.